# Rodolfo Braghirolli

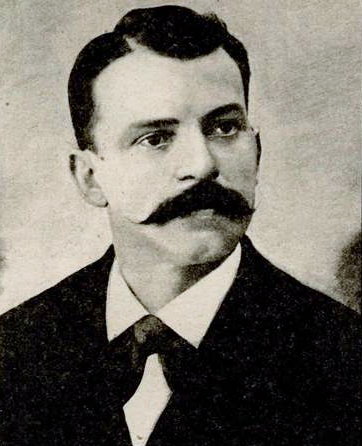
Rodolfo Braghirolli

Rodolfo Braghirolli (Mântua, 13 de abril de 1860 — Caxias do Sul, 12 de fevereiro de 1942) foi um alfaiate e político italiano naturalizado brasileiro, radicado em Caxias do Sul, onde desenvolveu intensa atividade comunitária.
Filho dos imigrantes Carlo e Lucia Braghirolli, Rodolfo chegou ao Brasil com os pais em 1869, e quando foi fundada a Colônia Caxias em 1875 a família lá se radicou. O pai faleceu pouco depois, e Rodolfo foi obrigado a trabalhar para ajudar a família, dedicando-se ao ofício de alfaiate, sendo o primeiro a atuar no local. Com 20 anos foi se aperfeiçoar na Itália com Victorio Raffignone. Recebeu um prêmio pelas suas roupas na Exposição Nacional de 1901. Ensinou a outros o ofício e revelou-se um líder da categoria, sendo o primeiro presidente da União Geral dos Alfaiates, criada em 1915. Em 1910 já havia ganhado um significativo prestígio, sendo um dos oradores oficiais nas grandiosas festividades organizadas para celebrar a inauguração da via férrea, um avanço que pleiteava junto ao governo estadual desde 1897.
Foi um dos fundadores, presidente, vice, secretário e conselheiro da Sociedade de Mútuo Socorro Príncipe de Nápoles, uma das primeiras entidades de previdência privada a surgir no estado do Rio Grande do Sul, que além de promover o assistencialismo era um ativo centro de educação e cultura, desempenhando um papel importante em um período de estruturação da sociedade local.
Foi ainda fabriqueiro da Catedral, um dos fundadores do Clube Juvenil, membro da Sociedade Filodramática; sócio-fundador e gerente do Teatro Apolo, o primeiro teatro de ópera da cidade; conselheiro do Distrito Escolar, um dos fundadores da União Condutora, sócio-fundador do Grêmio Literário Caxiense, suplente do juiz distrital, político, membro do Grêmio Republicano e conselheiro municipal. Em 1910 era o 5º maior pagador de imposto predial.
Ativo membro da Associação dos Comerciantes, esteve entre seus fundadores em 1901, foi membro da primeira diretoria como integrante do Conselho Fiscal, um dos diretores titulares em 1912, e secretário em 1935. Em 1941, quando a entidade comemorou 40 anos e foi declarada de utilidade pública pela Prefeitura, Braghirolli, junto com outros sete fundadores ainda vivos, recebeu o título de sócio de honra.
Poucos meses depois faleceu, causando "grande pesar" na comunidade, sendo "homem bom e muito estimado, de um caráter temperado e de espírito ativo, tendo tomado parte em todos ou quase todos os grandes movimentos de nossa cidade". Casado com Josefina Rosina, deixou os filhos Aldo, Higina, Yolanda, Sílvia, Dina, João, Rômulo, Lina e Bianca. Em 1954 seu nome batizou uma rua. Em 1974, nos preparativos para as grandes comemorações do centenário de fundação de Caxias, foi o primeiro homenageado na Galeria dos Pioneiros publicada pelo Jornal de Caxias, com duas matérias de página inteira, sendo chamado de "um dos pioneiros que com trabalho, dedicação e tenacidade ajudaram a construir Caxias do Sul".